# Hyla arboricola
Hyla arboricola és una espècie de granota de la família dels hílids. És endèmica de Mèxic. Els seus hàbitats naturals inclouen montans secs i aiguamolls intermitents d'aigua dolça. Està amenaçada d'extinció per la destrucció del seu hàbitat natural.